# コチャニ
コチャニ（マケドニア語:Кочани / Kočani、発音:[ˈkɔtʃani]  音声）は、マケドニア共和国東部の町、およびそれを中心とした基礎自治体であり、首都のスコピエから120キロメートルにある。市街地人口は2万8千人程度であり、自治体全域での人口は3万8千人程度ある。

## 地理と人口
町はコチャニ川に沿って、コチャニ渓谷の北側に沿って広がっており、川はここで山の傾斜から離れ、渓谷の中を流れるようになる。町の北側はオソゴヴォ山（Osogovo、標高2252メートル）であり、8キロメートル南のプラチュコヴィツァ山（Plačkovica）まで渓谷は続いている。町は標高350メートルから450メートル程度である。
コチャニの市街地の面積は18.6平方キロメートルであり、人口は2万8千人を超え、マケドニア共和国東部では3番目の人口規模である。人口の推移は以下の通り:
- 1948年 - 6,657人
- 1994年 - 26,364人
- 2002年 - 28,330人

## 人口構成

### 民族別

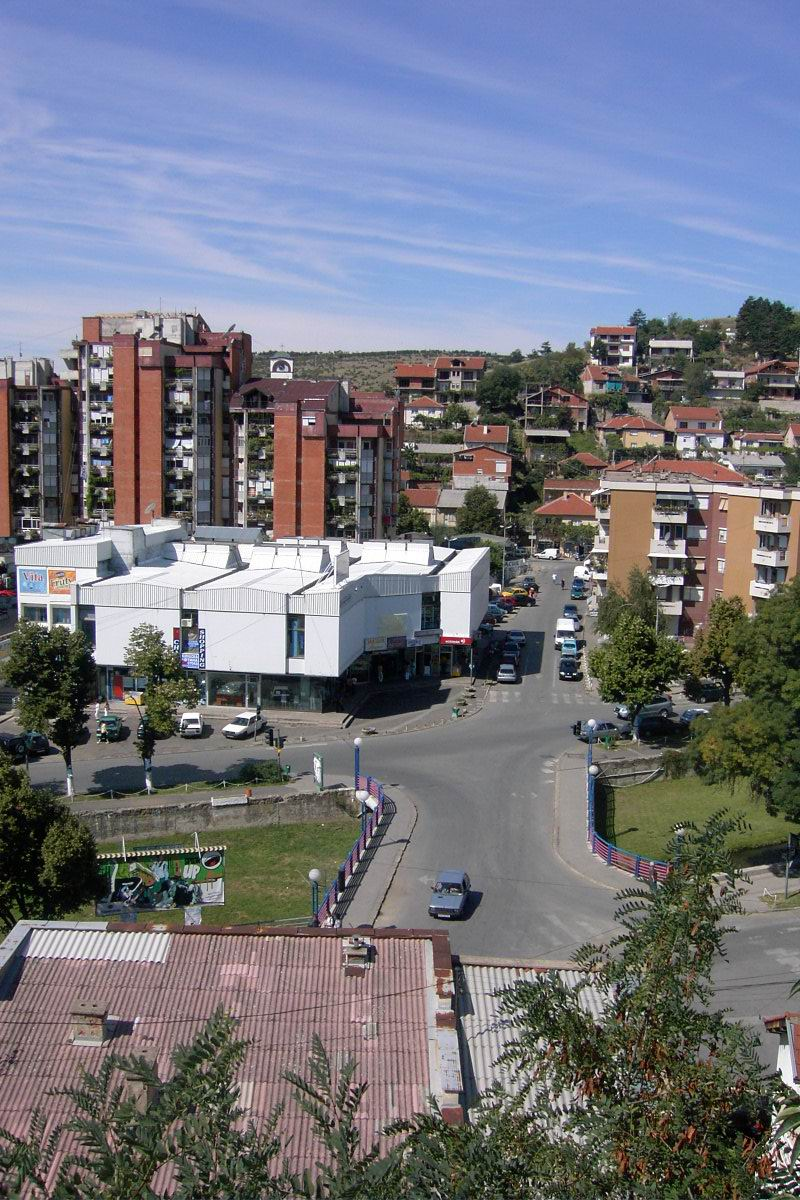
コチャニの住宅地

- マケドニア人: 90.3%
- ロマ: 5.0%
- トルコ人: 3.0%
- アルーマニア人: 0.5%
- セルビア人: 0.2%
- その他: 1.0%

### 宗教別
- 正教会: 96%
- ムスリム: 3%
- カトリック教会: 0.3%
- その他: 0.7%

## 気候
気候は温暖、大陸性であり、ブレガニツァ川（Bregalnica）に沿って地中海性気候の影響が及んでいる。年間平均気温は摂氏12.9度、年間降水量は538ミリメートルである。

## 歴史
コチャニが初めて記された文献は1337年のものであり、ヨヴァン・オリヴェル公（Despot Jovan Oliver）がこの地を聖ドミトリイ教会に寄贈したことが記されている。
考古学的な発見により、この地には古代ローマ時代や中世の東ローマ時代にも人が居住していたことが確認されている。15世紀初頭にはこの町はオスマン帝国の支配下となった。トルコ人の旅行家エヴリヤ・チェレビは1662年にこの地を訪れ、町には600世帯が居住し、1つのモスク、1つのメスジド（小規模なイスラム礼拝堂）、1つの旅館、15の店があったと記している。18世紀から19世紀初頭にかけて、町は急速に発展した。1878年には450世帯から500世帯ほどであった人口はその後急速に拡大した。町には塔の姿をした2つの貴族屋敷が残されており、16世紀から17世紀ごろのものと考えられている。

## みどころ
郊外には古代から中世にかけての多くの遺産が残されている。その一つに古代遺跡ドルノ・グラディシュテ（Dolno Gradishte）がある。
近くのモロドヴィス村（Мородвис）とパンテレイ村（Пантелей）には古代の修道院が残されている。

## 特徴

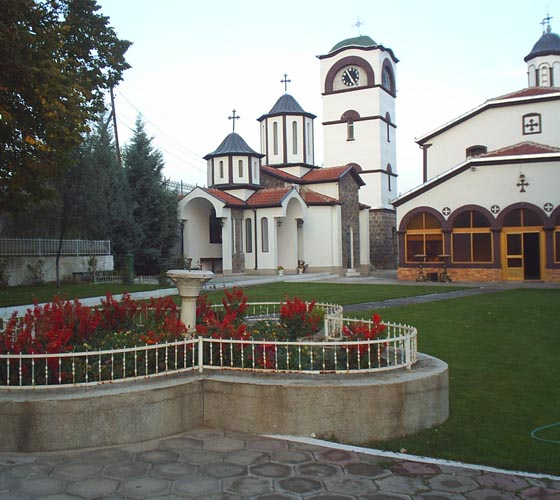
正教会の聖ゲオルギ聖堂

今日のコチャニは計画的に設計された現代的な町であり、通りは整備され、現代的な建物や集合住宅、ショッピングセンターがあり、新興工業地帯を有する。郊外の住宅は主に町から東に向かって広がり、オリザリ村（Оризари）のすぐそばまで拡大している。

## 友好都市
コチャニは以下の町と友好都市提携を結んでいる。
- カザンラク、ブルガリア
- シゲトセントミクローシュ（Szigetszentmiklós）、ハンガリー
- イェニフォチャ（Yenifoça）、トルコ
- クリジェヴツィ（Križevci）、クロアチア
- ペレヤスラウ・フメリニツキー、ウクライナ
- ノヴィ・クネジェヴァツ（Novi Knezevac）、セルビア